# كارلا ساندوفال
كارلا ساندوفال (بالإسبانية: Carla Sandoval)‏ هي عازفة بيانو تشيلية، ولدت في مايو 1982 في فالديفيا في تشيلي.